# Lange (Estland)
Lange (Duits: Langenhof) is een plaats in de Estlandse gemeente Kastre, provincie Tartumaa. De plaats heeft de status van dorp (Estisch: küla) en telt 70 inwoners (2021).
Het dorp behoorde tot in oktober 2017 bij de gemeente Haaslava. In die maand werd Haaslava bij de nieuwe fusiegemeente Kastre gevoegd.
Bij Lange bevindt zich sinds 2002 het Estisch Luchtvaartmuseum (Eesti Lennundusmuuseum). Er zijn ca. 400 modellen van vliegtuigen, helikopters en raketten te bezichtigen. Op het terrein van het museum staan 26 vliegtuigen en vier helikopters. Bij Lange ligt ook een motorcrossterrein.

## Geschiedenis
Lange werd voor het eerst genoemd in 1471 onder de naam Koykis. In 1483 kocht Hinrick Lange, burgemeester van Tartu, het landgoed en het dorp, die vanaf dat moment zijn naam gingen dragen (Duits: Langenhof, Estisch: Langemois). Rond 1600 werd het landgoed bij het landgoed van Kuuste (later Vana-Kuuste) gevoegd. In 1919 maakte het onafhankelijk geworden Estland een eind aan het grootgrondbezit.

## Foto's

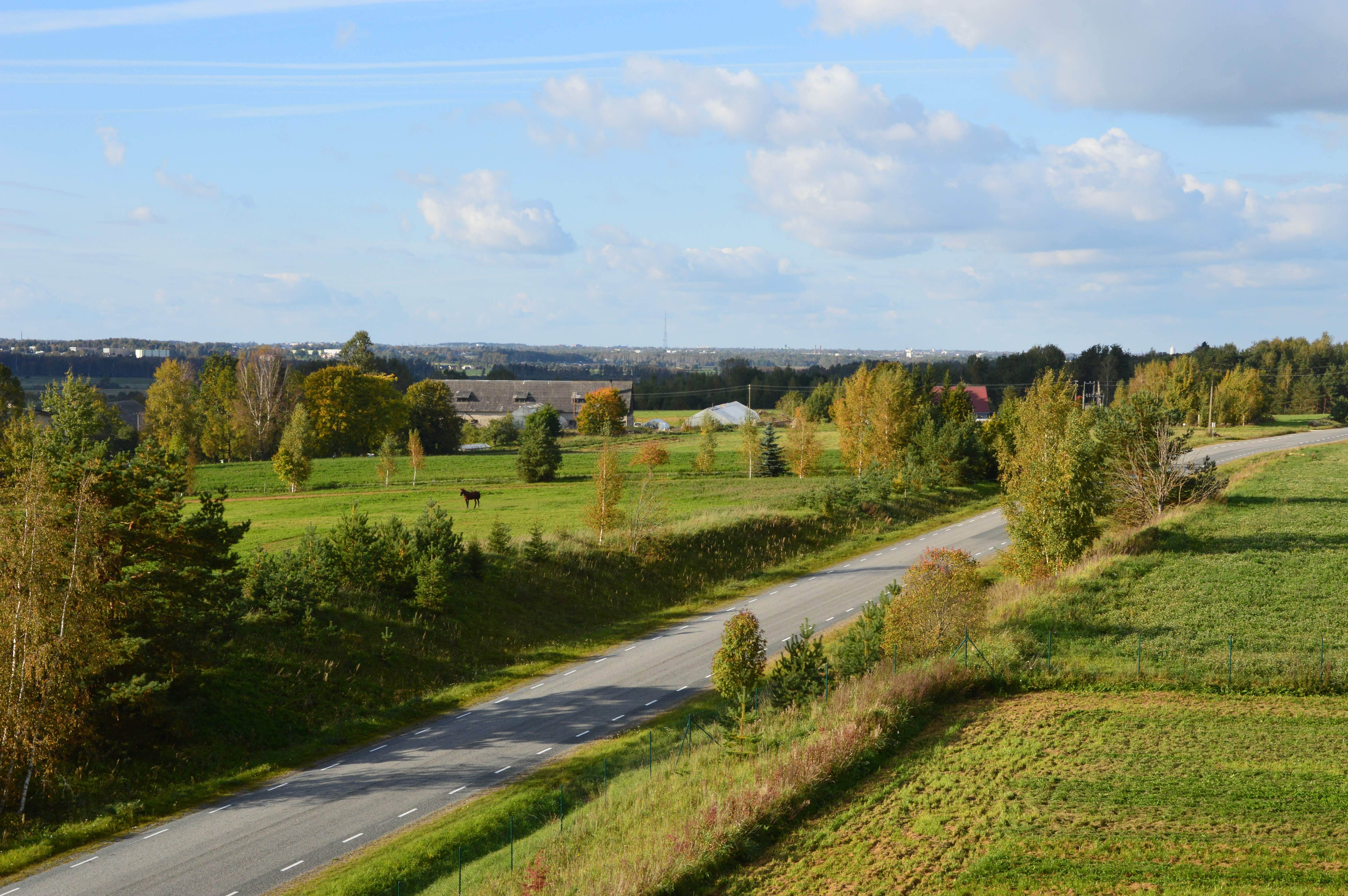
De weg tussen Haaslava en Vana-Kuuste
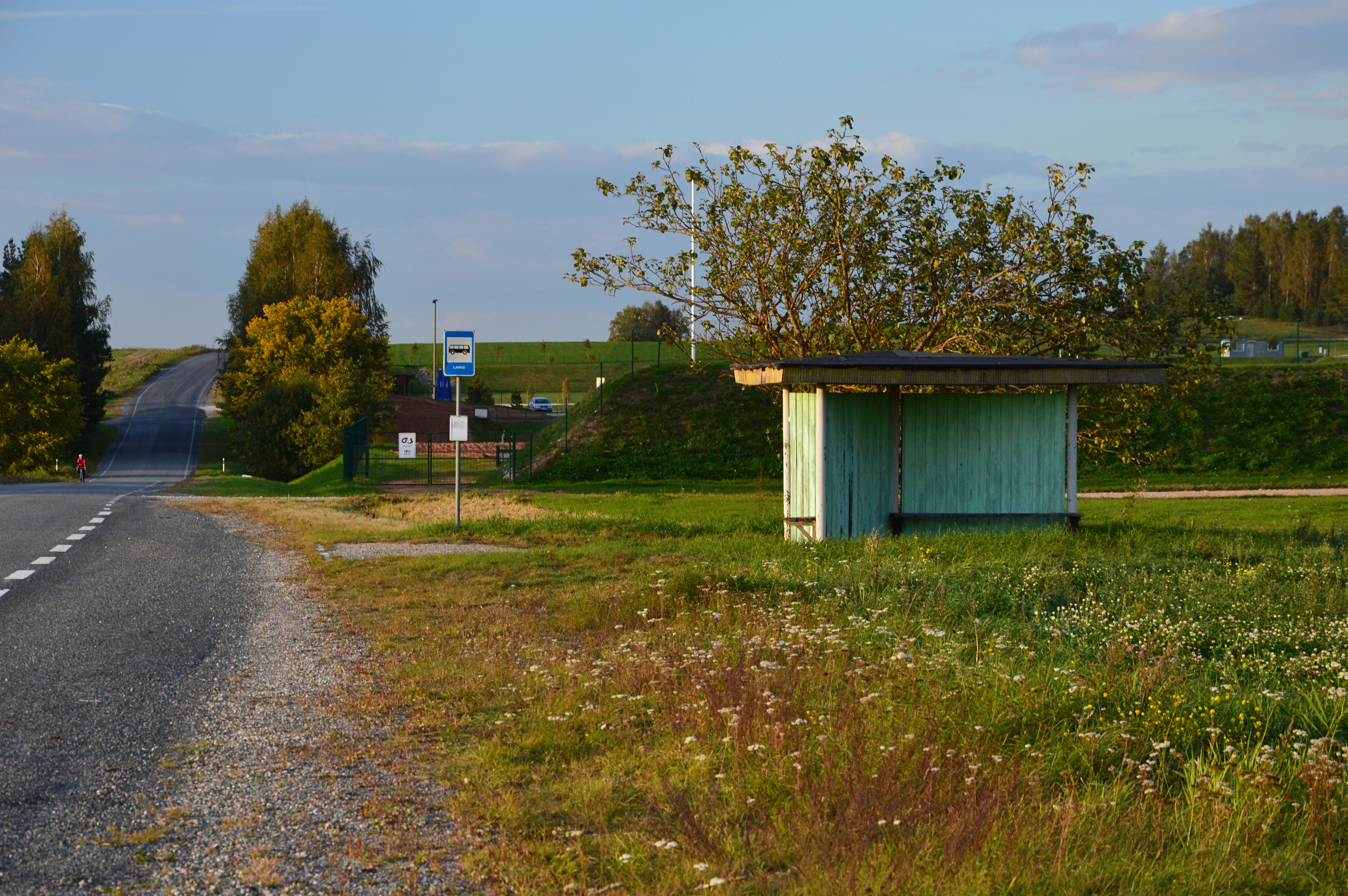
Bushalte in Lange
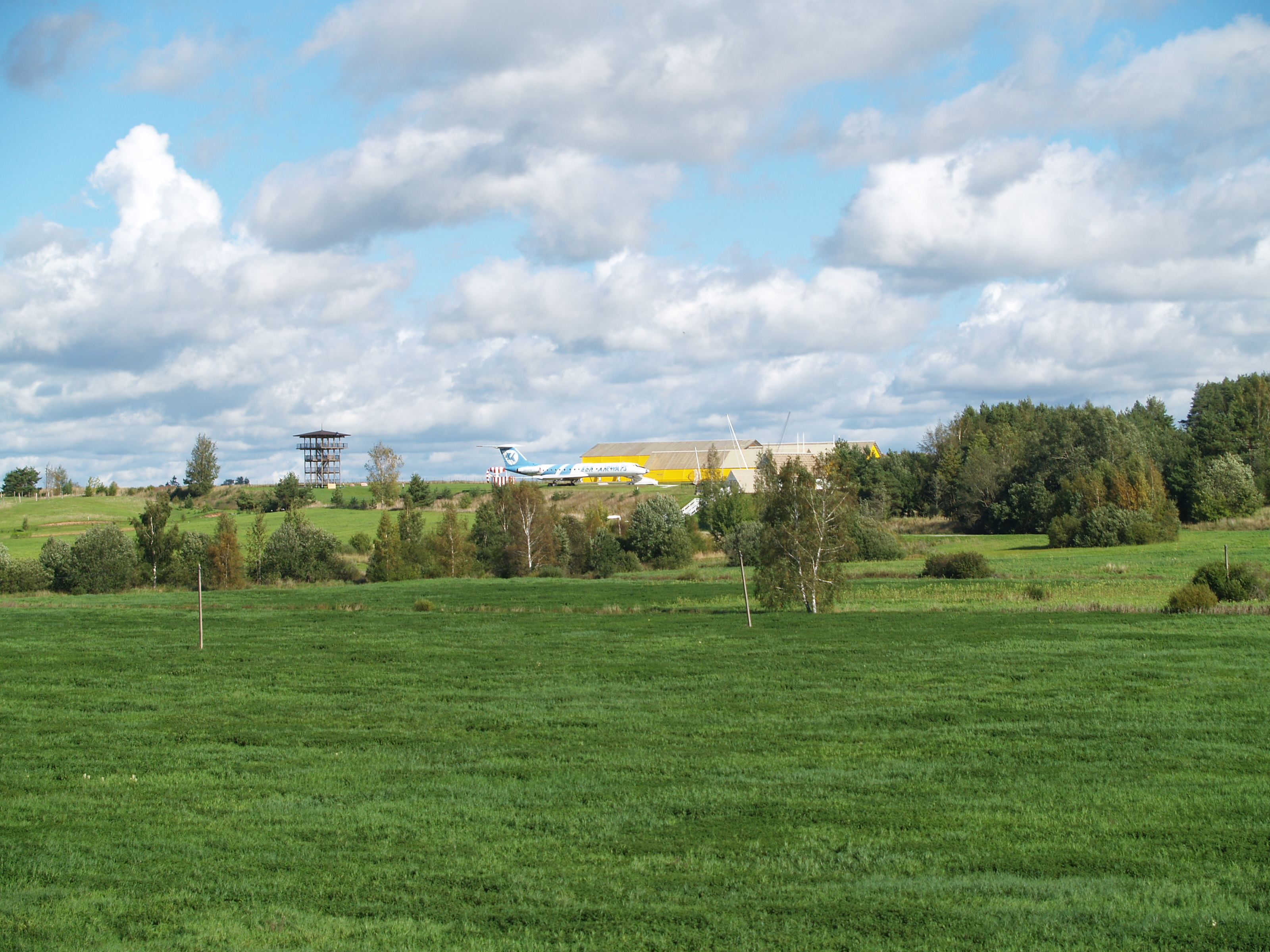
Een blik op het luchtvaartmuseum
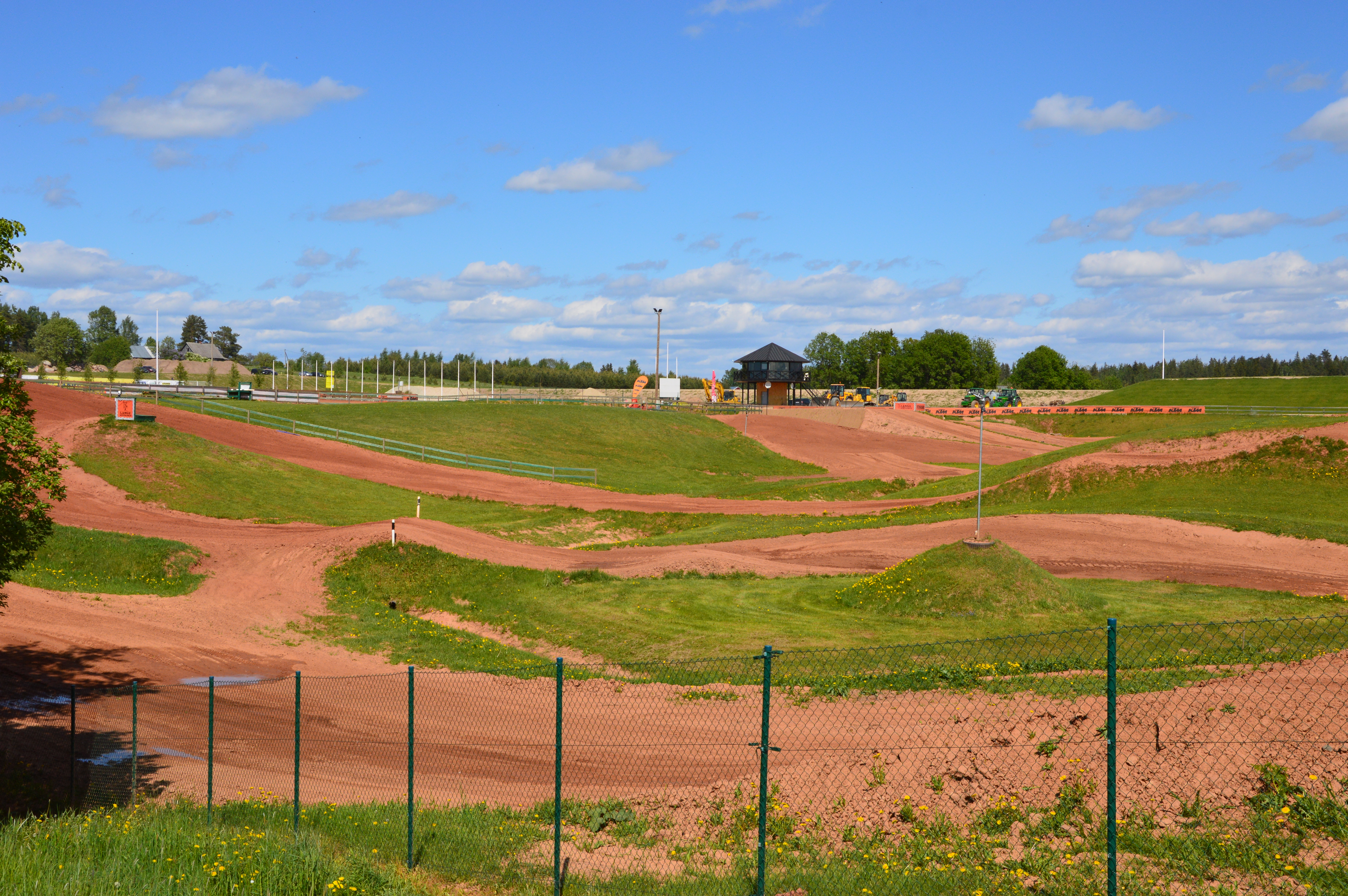
Het motorcrossterrein